# Botrychium rugulosum
Botrychium rugulosum är en låsbräkenväxtart som beskrevs av Wagner. Botrychium rugulosum ingår i släktet låsbräknar, och familjen låsbräkenväxter. Inga underarter finns listade i Catalogue of Life.

## Bildgalleri

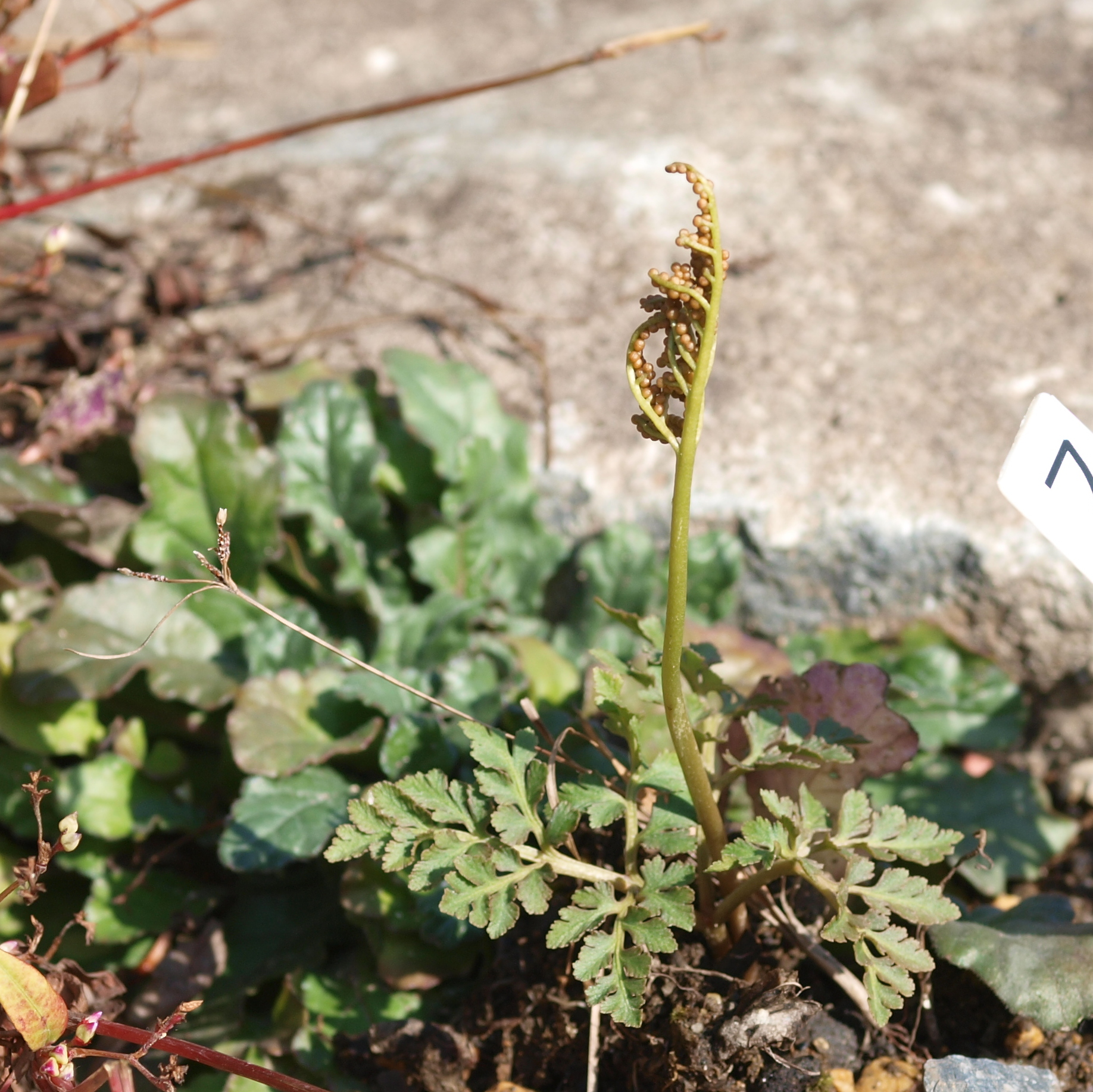
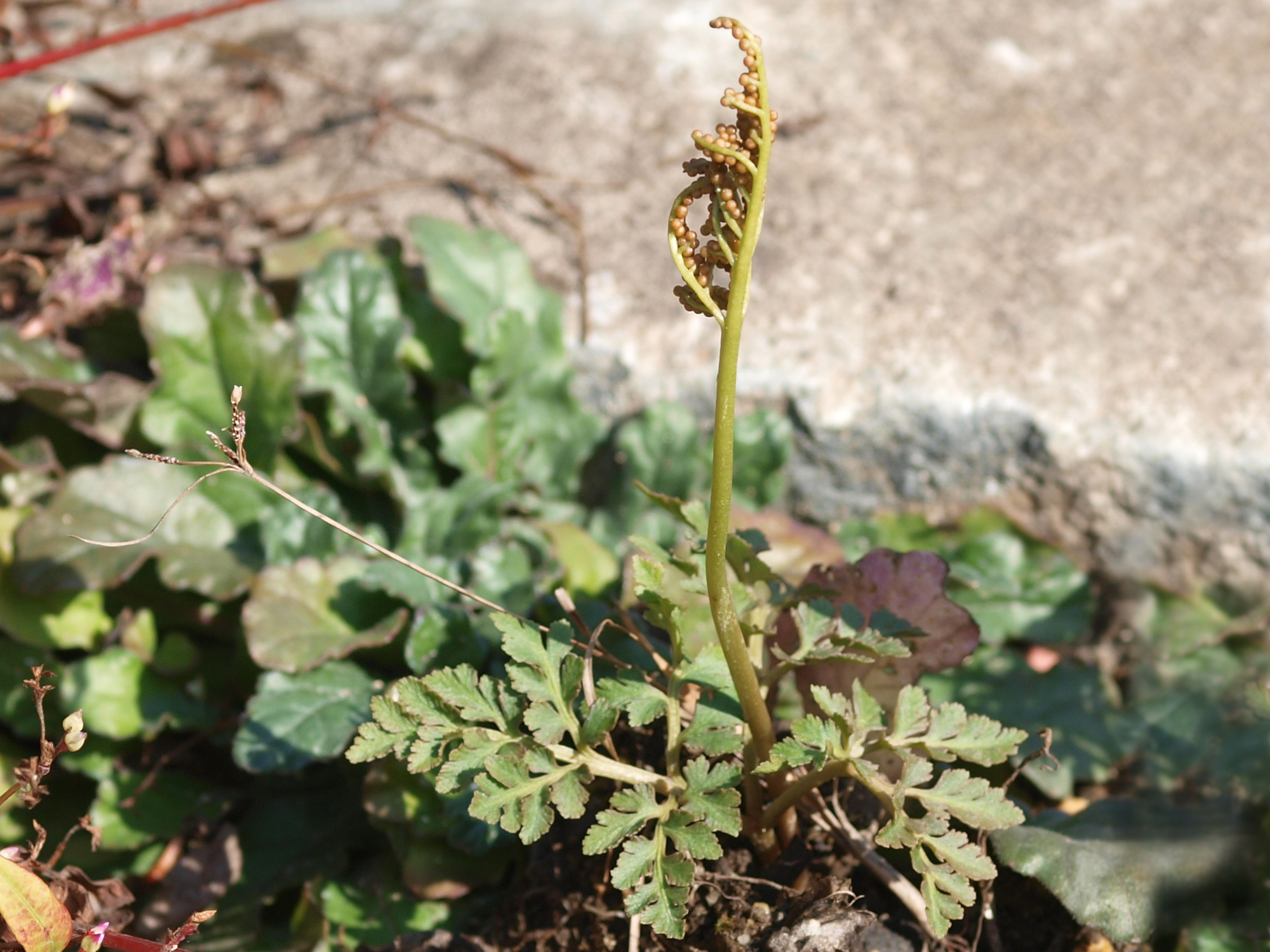